# Великомихайловский район
Великомихайловский район (укр. Великомихайлівський район) — упразднённая административная единица на западе Одесской области Украины. Административный центр — пгт Великая Михайловка.
Район ликвидирован 17 июля 2020 года в рамках административно-территориальной реформы на Украине. Территория района вошла в состав укрупнённого Раздельнянского и Березовского районов.
До 1945 года именовался Гроссуловским районом.

## География
По территории района протекает река Кучурган.

## Население
Численность населения района — 30 423 человек, из них городского населения — 8 264, сельского — 22 159.

## Административное устройство
Количество советов:
- поселковых — 2
- сельских — 22

Количество населённых пунктов:
- поселков городского типа — 2
- сёл — 79
- поселков — 1